# Переворот добровольцев
Переворот добровольцев (лит. Pakaunės savanorių maištas) — противостояние, произошедшее в Литве в 1993 году недалеко от Каунаса.

## Предпосылки
Группировка, которая тогда называлась СКАТ (лит. Savanoriškoji krasto apsaugos tarnyba — Добровольные территориальные охранные силы), была создана, когда Литва пыталась вернуть свою независимость от Советского Союза в 1990 году. Группировка была сформирована, когда группа молодых добровольцев согласилась служить без заработной платы, и, когда члены группировки принимали присягу, Советская армия всё ещё имела полный контроль над Литвой. 11 марта 1990 года Литва объявила о своей независимости. Советский Союз ответил путём наложения экономической блокады, а затем и с помощью военной силы в ходе событий января 1991 года. Добровольцы, а также безоружные гражданские лица, сыграли свою роль в защите литовских государственных учреждений. 
В 1992 году Демократическая партия труда Литвы, бывшая Коммунистическая партия Литвы (самостоятельная), получила большинство на выборах и сформировала правительство. В то время вооружённые силы Литвы были очень слабы, и российские войска всё ещё находились в стране. Добровольцы были замечены в нелояльности по отношению к новому правительству, были планы распустить СКАТ. Финансирование сократилось, существовала нехватка оружия и обмундирования, произошло несколько столкновений между СКАТом и полицией.

## Конфликт
31 июля 1993 года члены СКАТ отказались подчиняться правительству и укрылись в лесах недалеко от Каунаса, где к ним присоединились дополнительные силы.  Правительству пришлось искать мирное решение, которое в конечном итоге было найдено к концу 1993 года. 
Мнение о перевороте остаётся спорным. Есть мнение, что это помогло обеспечить независимость Литвы — что если СКАТ был бы распущен в 1993 году, то Литва осталась бы без военной защиты. Есть и другое мнение, что переворот не дал ничего хорошего для Литвы и был просто борьбой за влияние в недавно возродившемся государстве. В перевороте обвиняют также разные силы: Демократическую партию труда, российские спецслужбы, некоторых лидеров добровольцев.